# Bulgarisation
Cet article possède un paronyme, voir Vulgarisation.
La bulgarisation (en bulgare : побългаряване ou българизация) est un terme pouvant désigner deux aspects de la politique lancée à partir de 1959 par le dictateur communiste bulgare Todor Jivkov et poursuivie par sa fille Lioudmila Jivkova, fondatrice de l’« Institut de thracologie » comme section de l’Académie bulgare des sciences. Cette politique peut s’expliquer par la volonté du gouvernement d’éviter à l’avenir toute éventuelle revendication territoriale des pays voisins, dont la Bulgarie a eu à pâtir par le passé, perdant en 1878 au Congrès de Berlin la moitié des territoires qu’elle avait au Traité de San Stefano, en 1913 la Dobroudja du Sud (rendue par les Roumains en 1940) et encore en 1919 au traité de Neuilly la Thrace occidentale (qui comprenait sa façade maritime égéenne). Elle a touché principalement les Turcs, mais également les Aroumains. 

## Aspect historique
Le premier aspect concerne l’histoire de la Bulgarie, dans laquelle la rétroprojection nationaliste (expression du Pr. Jean Ravenstein de l’université de Marseille en France) vise à représenter les États bulgares du passé anté-ottoman et leur population comme mono-ethniques, préfigurant déjà la nation bulgare moderne. Ces thèses entendent aussi démontrer l’origine très anciennement indo-européenne des Bulgares modernes :
- d’une part en postulant l’origine iranienne unique des Alains, des Slaves et des Proto-Bulgares, qui seraient selon la théorie « iranienne », des tribus indo-européennes issues de l’actuel Afghanistan, en provenance du « mont Iméon » dans le Pamir en Asie centrale, où selon l’académicien Petar Dobrev, aurait existé il y a environ 10 000 ans une grande civilisation appelée Bulkh (« Balkh » en Bactriane, d’où viendrait aussi le nom des Balkans)[1]. Selon ce point de vue, les mots d’origine alane en bulgare (qui est une langue slave) ne proviennent pas des Iasses (des Alains installés au XIe siècle en Bulgarie, Hongrie et Moldavie), mais démontreraient l’origine iranienne des Slaves et des Proto-Bulgares installés dans l’actuelle Ukraine au Ve ou VIe siècle puis dans le bassin du bas-Danube et les Balkans ;
- d’autre part par les racines thraces des Bulgares (qui existent, mais ne sont pas exclusives) et en niant ou minimisant, en dépit des sources, la romanisation de ces Thraces[2] et le rôle dans l’histoire de la Bulgarie des populations romanophones qui en descendent[3].

En fait, selon la majorité des historiens et des linguistes scientifiques (voir les articles correspondants), Balkan signifie « glissant » en turc ; les Proto-Bulgares et les Slaves étaient des populations d’agriculteurs et d’éleveurs qui furent simplement en contact avec le peuple cavalier iranophone des Alains, sans en descendre pour autant : les traces de ces contacts tiennent principalement du domaine philologique et étymologique. Il n’existe pas de source écrite ancienne pour étayer la théorie « iranienne », qui ne peut s’appuyer que sur des légendes d’origine inconnue. L’interprétation de résultats du projet génographique sortis de leur contexte et les nombreux postulats indémontrables de la théorie « iranienne » rompt avec les études, concordantes depuis deux siècles, des ethnologues, historiens, linguistes et philologues, et fait fi des sources historiques concernant les migrations des Slaves comme De Administrando Imperio, écrit vers 950 par l’Empereur byzantin Constantin VII.

## Aspect ethnographique
Le second aspect concerne la politique d’assimilation culturelle et linguistique, depuis la seconde moitié du XXe siècle, des minorités non-bulgares de la République populaire de Bulgarie (1946–1990) puis de la nouvelle République de Bulgarie, proclamée en 1990. L’assimilation et les tentatives d’assimilation concernent principalement les minorités musulmanes du pays composées de Pomaques, de Turcs et de Tatars, mais aussi une population turcophone de religion chrétienne, les Gagaouzes, ainsi qu’une population slave et bulgarophone dialectale : les Bulgares de Macédoine vivant dans l'oblast de Blagoevgrad (Macédoine du Pirin au sud-ouest du pays).
L’édification d'une « nation bulgare unie » sous le mandat de Todor Jivkov se caractérisera notamment par une bulgarisation autoritaire des prénoms et noms de famille des diverses minorités. Les premiers qui furent touchés par cette assimilation forcée furent les Pomaques. Cette communauté, vivant le long de la frontière entre la Bulgarie et la Grèce, dans les montagnes du Rhodope, est issue de Bulgares convertis à l’islam autour du XVe siècle, en raison de la charia appliquée dans l'Empire ottoman, aux termes de laquelle ils étaient soumis au haraç (double imposition sur les non-musulmans) et au devchirmé (enlèvement des garçons pour devenir des janissaires). Bulgarophones mais musulmans, portant des prénoms musulmans, les Pomaques durent notamment slaviser leurs prénoms.
Après 1985, cette politique d’assimilation s’intensifie et prend le nom de « processus de régénération ».
De nouvelles mesures coercitives sont décrétées, telles que le changement des noms musulmans selon le modèle soviétique avec l’ajout des suffixes ev ou ov aux patronymes comme dans les cas d’Aliïev pour Ali, de Nazarbaïev pour Nazarbay ou de Niazov pour Niyaz. Opposés à cette bulgarisation forcée, les Pomaques se rapprochent des Bulgares de souche turque et se « turquifient » de plus en plus, tout en s’affirmant descendre des Bogomiles — des Bulgares jadis fidèles du pope Bogomil. Durant cette période, plus de trois cent mille musulmans de Bulgarie migrent vers la Turquie. Plusieurs dizaines de milliers d'entre eux sont revenus en Bulgarie après la chute de la dictature communiste, déçus de leur condition d’immigrés corvéables, sous-payés et mal-logés en Turquie,.